# سامه‌شیما نائونوبو
سامه‌شیما نائونوبو (به ژاپنی: 鮫島尚信 Sameshima Naonobu)؛ ۱۶ آوریل ۱۸۴۵ – ۴ دسامبر، ۱۸۸۰) دیپلمات اهل قلمروی ساتسوما در ژاپن بود. وی اولین وزیر مقیم ژاپن در اروپا بود.